# August Kiuru
August Kiuru   (Gromovo, 12 de juliol de 1922 - Hartola, 23 de febrer de 2009) fou un esquiador de fons finlandès que va competir durant les dècades de 1940 i 1950.
El 1948 va prendre part en els Jocs Olímpics d'Hivern de Sankt Moritz, on disputà dues proves del programa d'esquí de fons. Fent equip amb Lauri Silvennoinen, Teuvo Laukkanen i Sauli Rytky guanyà la medalla de plata en la prova del 4x10 quilòmetres, mentre en la prova dels 18 quilòmetres fou setè. El 1956, als Jocs de Cortina d'Ampezzo, tornà a disputar dues proves del programa d'esquí de fons. Novament guanyà la medalla de plata en la prova del 4x10 quilòmetres, formant equip amb Jorma Kortelainen, Arvo Viitanen i Veikko Hakulinen, mentre en la dels 30 quilòmetres fou vint-i-unè. En el seu palmarès també destaca una medalla d'or, una de plata i una de bronze al Campionat del Món d'esquí nòrdic, així com tres campionats nacionals.